# Saint-Vincent-du-Pendit
Saint-Vincent-du-Pendit là một xã thuộc tỉnh Lot tây nam Pháp. Xã có diện tích 9,24 km², dân số theo điều tra năm 1999 là 187 người. Khu vực này có độ cao trung bình 550 mét trên mực nước biển.